# Пустовойтов Федір Степанович
Федір Степанович Пустовойтов — український художник із Стародубшини.

## Біографія
Федір Пустовойтов народився 12 лютого 1912 в місті Новозибков Чернігівської губернії в робітничій сім'ї. У 1930 після закінчення середньої школи з педагогічним ухилом вступив до художньо-педагогічний технікум в Ростові-на-Дону. У 1932 був переведений з ростовського технікуму до підготовчих класів Всеросійської Академії мистецтв у Ленінграді, після закінчення яких в 1935 був зарахований на перший курс живописного факультету ЛІЖСА. Займався у Павла Наумова, Михайла Бернштейна, Генріха Павловського, Олександра Осмьоркіна. У 1941 закінчив інститут по майстерні О. Осмьоркіна з присвоєнням кваліфікації художника живопису. Дипломна робота — картина «Повернення з роботи» .
Після початку війни працював співробітником районної газети, викладачем середньої школи, художником при парткабінете Всеволожського райкому ВКП (б). У серпні 1942 був покликаний в армію. У складі 220-ї танкової бригади воював на Ленінградському, Прибалтійському і 2-му Білоруському фронтах баштовим стрільцем і радистом танка Т-34. Брав участь в боях під Пулково, Псковом, у звільненні Прибалтики і Польщі. Нагороджений медалями «За оборону Ленінграда», «За перемогу над Німеччиною». Демобілізувався у званні молодшого сержанта.
У 1946 Ф. Пустовойтов був прийнятий в члени Ленінградського Спілки радянських художників. З 1948 брав участь у виставках, виставляючи свої роботи разом з творами провідних майстрів образотворчого мистецтва Ленінграда. Писав жанрові картини, пейзажі, натюрморти . У 1946-1959 викладав живопис і малюнок в Ленінградському художньо-педагогічному училищі. За багаторічну педагогічну діяльність був нагороджений орденом Знак Пошани.
Помер 16 січня 1989 в Ленінграді на сімдесят сьомому році життя. Його твори знаходяться в музеях та приватних збірках в Росії і за кордоном.